# Aminet

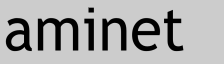
Texte du logo du site Aminet (aminet.net).

Aminet est la plus grosse archive pour Amiga. Aminet était au départ hébergé sur les sites FTP de plusieurs Universités. Il est désormais accessible sur le Web et sous forme de CD-ROM.

## Historique
En janvier 1992, l'étudiant suisse Urban Müller a repris une archive de logiciels créée par d'autres membres d'un club d'étudiants en informatique. Bientôt, les archives ont été reproduites dans le monde entier et, en 1995, ont commencé à être distribuées sur des CD-ROM mensuels. En utilisant un seul site maître (puis wuarchive.wustl.edu) pour créer des scripts ftp pour chaque site esclave, Aminet a réduit au minimum les efforts nécessaires pour configurer de nouveaux sites miroirs. Aminet illustre également l'utilisation pratique du schéma de métadonnées par les référentiels de logiciels. Les rapports des ajouts quotidiens à cette archive de logiciels ont été automatiquement envoyés à Usenet (de.comp.sys.amiga.archive) ou pouvaient être demandés sous forme de lettre d'information par courrier électronique. La plupart des programmes sur Aminet étaient du domaine public ou des partagiciels, mais les éditeurs de logiciels ont également proposé des mises à jour et des versions de démonstration de leurs programmes. Désormais, Aminet est complété par un logiciel d’archivage de sites spécifiques à la plate-forme pour AmigaOS 4, AROS ou MorphOS uniquement.
Aminet était l'une des premières tentatives de création d'une archive publique centralisée gérée par les utilisateurs eux-mêmes, précédée uniquement par l'archive Info-Mac. Aminet souhaitait garder la communauté unie et libre de télécharger de nouveaux logiciels open source, de nouvelles versions de démonstration de programmes, des correctifs et la localisation de programmes Amiga (AmigaOS et ses programmes modernes sont libres de pouvoir être localisés par tout utilisateur dans la langue du pays), des images, des fichiers audio et vidéo et même des conseils ou des solutions complètes à divers jeux Amiga.
Reconnu parmi les sites FTP intéressants au début des années 1990, Aminet était la plus grande archive publique de logiciels pour n’importe quelle plate-forme jusqu’en 1996 environ,,. Lorsque l'explosion d'Internet a eu lieu de 1996 à 1999, Aminet s'est rapidement retrouvée dépassé en taille par les énormes archives créés pour les PC.
En 2004, le miroir principal Aminet a subi un crash disque dur et de nombreuses personnes ont estimé que le projet entier était mort. À peu près à la même époque, Nicolas Mendoza était en train de mettre en place une interface modernisée qui indexait Aminet et fournissait des fonctionnalités de recherche avancées et une interface moderne pour naviguer dans l’arborescence, appelée Amirepo. Il a également publié des suggestions publiques sur la manière d’améliorer Aminet en ajoutant des balises pour les architectures afin de faciliter le catalogage de l’arbre, qui comprenait désormais les fichiers MorphOS, AmigaOS 4 et Amithlon, en plus des fichiers existants M68K, PowerUP (en) et WarpOS (en). Il a également suggéré des mesures pour ajouter des dépendances appropriées pour compléter et remplacer le champ Requis existant. Cela aussi dans le but futur de laisser Aminet fonctionner en tant que référentiel pour les systèmes de gestion de paquets similaires aux serveurs Debian APT / DPKG et Red Hats. Il a essayé de contacter des personnes comme Matthias Scheler et Urban Müller, réputées pour entretenir Aminet, mais en vain.
À la fin de 2004, Christoph Gutjahr a pris contact avec Urban Müller et a constitué une équipe chargée de poursuivre les efforts d'Aminet. Urban Müller a fourni un nouveau site miroir principal et l'arriéré de paquets a été ajouté. L'interface Amirepo de Nicolas Mendoza a été intégrée et Aminet a été officiellement réactivé en février 2005. En 2005, les téléchargements ont recommencé. En novembre 2005, la plupart des fichiers ambigus et des fichiers .readme ont été triés, ce qui a finalement permis de nettoyer le référentiel. L'équipe a fait beaucoup de changements progressivement.